# Euromobil (Sprachprojekt)
Euromobil ist ein Projekt zum Sprachenlernen und Spracherwerb für Austauschstudenten, das im Rahmen des Sokrates-Programms der Europäischen Kommission im Aktionsbereich Lingua 2 („Lehrhilfen für den Sprachunterricht“) seit 1999 gefördert wird. Im Zuge des Projekts wurde eine „Best practice“-Lernsoftware für autonomes und Blended Learning entwickelt, die Hybrid multimediale Sprachtrainings- und Informationsprogramme für neun europäische Zielsprachen umfasst. Mit den Offline-Programmen mit Anbindung zum Web sollen sich Studierende auf ein Austauschstudium vorbereiten können.

## Euromobil-Programme nach Sprachen und Sprachniveau der Studierenden
Zielsprachen von Euromobil sind Deutsch, Englisch, Finnisch, Französisch, Polnisch, Portugiesisch, Rumänisch und Tschechisch. Niveau, Inhalte und Lernziele der Programme unterscheiden sich in den einzelnen Sprachen je nach Bedarf der Austauschstudierenden.

### Anfänger
- Sprachen: Finnisch, Polnisch, Portugiesisch, Rumänisch, Tschechisch und Ungarisch
- Lernziele: grundlegende Informationen und Fertigkeiten in der Zielsprache zur besseren Orientierung in Studium und Alltag
- Ziellandspezifische Inhalte: Studium, Dienstleistungen, Freizeit, Bibliothek (im finnischen Programm), Reisebuch (im ungarischen Programm)
- Aktivitäten: Training von Wortschatz und Wendungen sowie von Hör(seh)verstehen, Schreiben und Sprechen (im finnischen Programm), Diskussionsübungen im Forum der Euromobil-Website
- Stützsprache Englisch

### Fortgeschrittene
- Sprachen: Deutsch, Englisch und Französisch (im französischen Programm auch Aktivitäten für Anfänger und Mittelstufenniveau)
- Lernziele: Bewältigung mündlicher Studiensituationen
- Ziellandspezifische studienbezogene Inhalte: Studienberatung, Vorlesung, Seminar, Prüfung (im deutschen und englischen Programm); Ankunft an der Universität, während des Aufenthalts, Prüfungen und Abreise (im französischen Programm)
- Aktivitäten: Training von Hörsehverstehen, Lexik und Interaktionsstrategien, Evaluation mündlicher Kommunikation und Diskussionen (im Forum der Euromobil-Website), Schreiben und Sprechen
- einsprachig

Die Programme für Anfängerniveau enthalten zahlreiche Audiodateien und kurze Videosequenzen zu allen thematischen Bereichen. Die Programme auf Fortgeschrittenenniveau basieren auf Videoaufnahmen authentischer und semi-authentischer Studiensituationen und konzentrieren sich auf das Training mündlicher Kommunikation.